# عبدالواحد بن سیامار میمون
عبدالواحد بن سیامار میمون (انگلیسی: Abdel Wahed Ben Siamar Mimun؛ زادهٔ ۱۹۴۱ (۸۳–۸۴ سال)) بازیکن بسکتبال اهل مراکش است. وی عضو تیم ملی بسکتبال مراکش در بازی‌های المپیک تابستانی ۱۹۶۸ بوده‌است.